# Steinunn Sigurðardóttir

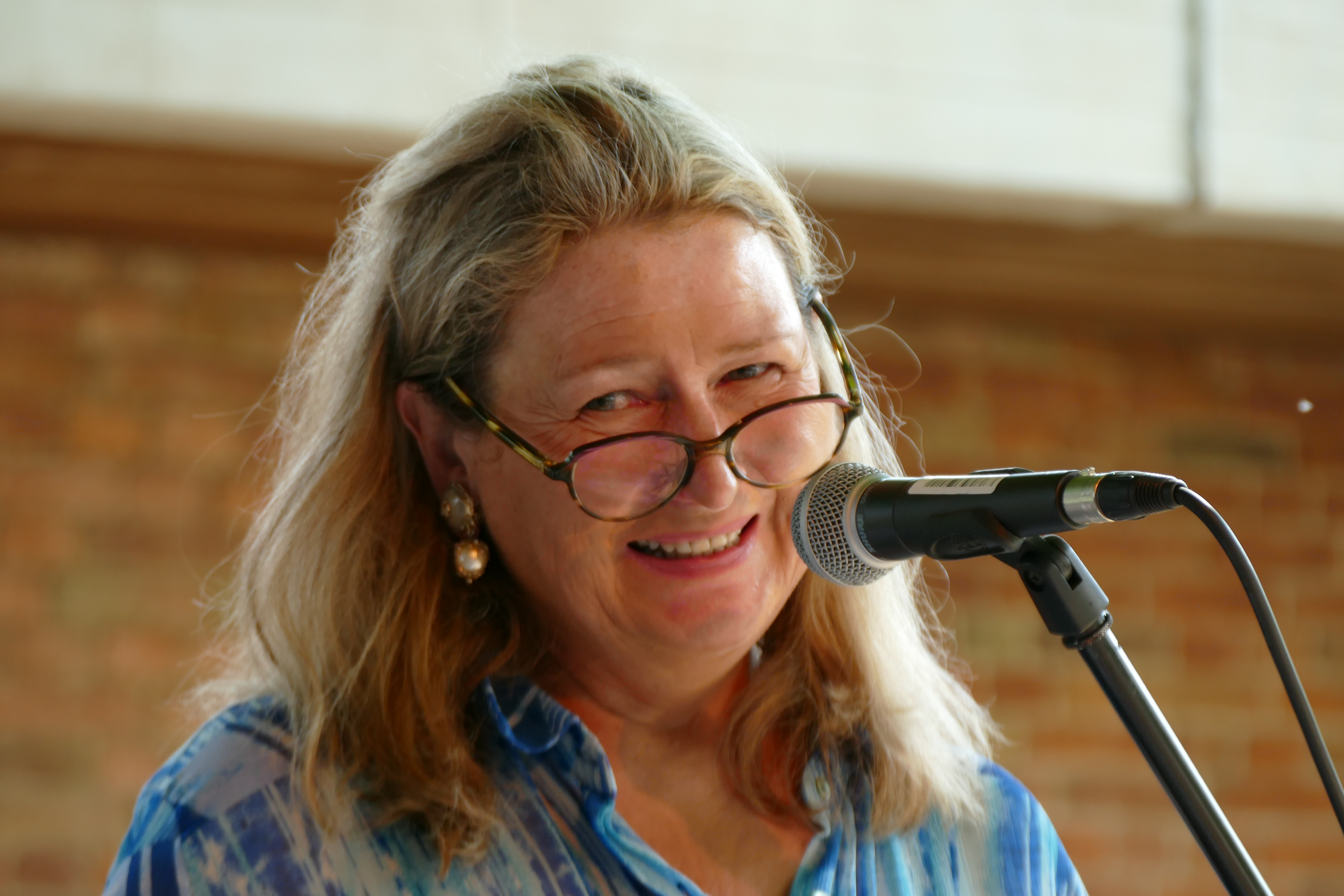
Steinunn Sigurðardóttir beim Poesiefestival Berlin 2023

Steinunn Sigurðardóttir (* 26. August 1950 in Reykjavík) ist eine isländische Schriftstellerin.

## Leben
Steinunn Sigurðardóttir schloss ihre akademische Ausbildung 1972 mit einem BA in Psychologie und Philosophie am University College in Dublin ab. Bis in die 1980er Jahre hinein arbeitete sie hauptsächlich als Radio- und TV-Journalistin. Sie hat an unterschiedlichen Orten in Europa, den USA und Japan gelebt. Inzwischen pendelt sie zwischen Reykjavík und Berlin-Kreuzberg.
Zunächst schrieb Steinunn Sigurðardóttir Gedichte und Kurzgeschichten; mit ihrem Gedichtband Sífellur (dt.: Beständigkeiten) erlangte sie im Alter von 19 Jahren erste Bekanntheit. 1995 erhielt sie den Isländischen Literaturpreis für ihren im selben Jahr erschienenen Roman Hjartastaður, der unter dem Titel Herzort auch ins Deutsche übertragen wurde. Darin schildert sie die problematische Beziehung zwischen einer alleinerziehenden Mutter und ihrer halbwüchsigen Tochter. Der Text weist Elemente eines Road Movie auf, da die Hauptfiguren bei ihrer Reise durch Island von den Halbweltfreunden der Tochter verfolgt werden. Anhand der Reise, die von Reykjavík über den Hringvegur, die Ringstraße Nr. 1, in den Südosten der Insel führt, beschreibt die Autorin eindringlich isländische Landschaften und Naturereignisse, u. a. einen Sandsturm.
Auch ihr Roman Der Zeitdieb wurde ein großer Erfolg. In diesem Roman geht es um eine Liebesbeziehung zwischen einer lebenserfahrenen und in der High Society lebenden Lehrerin in Reykjavík, die ihren Beruf eher als Hobby zu betrachten scheint. Als reizvoll erweist sich hier die originelle Erzählweise, die auch Elemente der Lyrik miteinbezieht. Der Roman wurde in mehrere Sprachen übersetzt und 1998 in Frankreich unter dem Titel Voleur de vie mit Emmanuelle Béart, Sandrine Bonnaire und André Dussollier in den Hauptrollen verfilmt.

## Auf Deutsch erschienene Werke
- Tímaþjófurinn. Iðunn, Reykjavík 1987.
  - Der Zeitdieb. Übersetzt von Coletta Bürling. Ammann, Zürich 1997, ISBN 3-250-60004-0.
- Ástin fiskanna. Iðunn, Reykjavík 1993, ISBN 9979-1-0227-6.
  - Die Liebe der Fische. Übersetzt von Coletta Bürling. Rowohlt, Reinbek bei Hamburg 2006, ISBN 3-498-06367-7 (als Audiobook bei Jumbo, Neue Medien und Verlag GmbH, Hamburg 2006, ISBN 3-8337-1548-0)
- Hjartastaður. Mál og menning, Reykjavík 1995, ISBN 9979-3-0905-9.
  - Herzort. Übersetzt von Coletta Bürling. Ammann, Zürich 2001, ISBN 3-250-60032-6.
- Jöklaleikhúsið. Mál og menning, Reykjavík 2001, ISBN 9979-3-2241-1.
  - Gletschertheater. Übersetzt von Coletta Bürling. Rowohlt, Reinbek bei Hamburg 2003, ISBN 3-498-06366-9.
- Sólskinshestur. Mál og menning, Reykjavík 2005, ISBN 9979-3-2694-8.
  - Sonnenscheinpferd. Übersetzt von Coletta Bürling. Rowohlt, Reinbek bei Hamburg 2008, ISBN 978-3-498-06394-8.
- Góði elskhuginn. Bjartur, Reykjavík 2009, ISBN 978-9979-657-79-8.
  - Der gute Liebhaber. Übersetzt von Coletta Bürling. Rowohlt, Reinbek bei Hamburg 2011, ISBN 978-3-498-06417-4.[1]
- JóJó. Bjartur, Reykjavík 2011, ISBN 978-9935-423-40-5.
  - Jojo. Übersetzt von Coletta Bürling. Rowohlt, Reinbek bei Hamburg 2014, ISBN 978-3-498-06427-3.
- Heiða
  - Heiðas Traum. Eine Schäferin auf Island kämpft für die Natur. Biografie. Aus dem Isländischen von Tina Flecken. Hanser, München 2018, ISBN 978-3-446-26032-0.
- Dimmumót. Mál og menning, Reykjavík 2019, ISBN 978-9979-3-4167-3.
  - Nachtdämmern. Gedichte. Aus dem Isländischen von Kristof Magnusson. Dörlemann, Zürich 2022, ISBN 978-3-03820-107-6.